# Олимпийский лыжно-биатлонный комплекс Лейк-Плэсида
Олимпийский лыжно-биатлонный комплекс Лейк-Плэсида (англ. Lake Placid Olympic Sports Complex Cross Country Biathlon Center) — стадион расположенный в Олимпийском спортивном комплексе Лейк-Плэсида в одноимённого города штата Нью-Йорк (США).

## История
Он был построен в 1978 году. Во время для зимних Олимпийских игр 1980 года на нём прошли соревнования по биатлону, лыжным гонкам и  двоеборью.
В настоящие время комплекс имеет более чем 50 км лыжно-беговых трасс наряду с биатлоном стрельбищем. В начале февраля он принимает лыжный марафон "Lake Placid Loppet". Мужская гонка длится 50 км, а женская - 25 км.